# Konstnärsstipendienämnden
Konstnärstiependienämnden var en statlig myndighet som verkade mellan 1962 och 1976. Nämndens uppgift var att dela ut stipendier till konstnärskategorier för vilka statliga stipendier ej tidigare utdelats. Bland nya grupper av konstnärer som från nämndens bildande 1962 kunde få statligt stipendium fanns bland andra dramatiker, regissörer, skådespelare, instrumentalister, visdiktare, koreografer, dansare, dans‑, sång‑ och teaterpedagoger, scendekoratörer, illustratörer och konstnärligt arbetande fotografer. Konstnärsstipendienämnden efterträddes av konstnärsnämnden (några källor säger ”ombildades till konstnärsnämnden”) år 1976. Konstnärsnämnden fick ett vidare uppdrag: förutom att handha ärenden som konstnärsstipendienämnden hade handhaft, skulle konstnärsnämnden även övertaga uppgifter som skötts av Konstakademien och Musikaliska akademien inom det kulturpolitiska bidragsfördelandet.